# Château de Boussu
Le site du château de Boussu est actuellement un site de fouilles archéologiques, situé en Belgique, en province de Hainaut, dans la commune de Boussu.
Les ruines du châtelet d'entrée sont actuellement remises en état et sont le seul élément architectural encore visible à ce jour.

## L'histoire du château

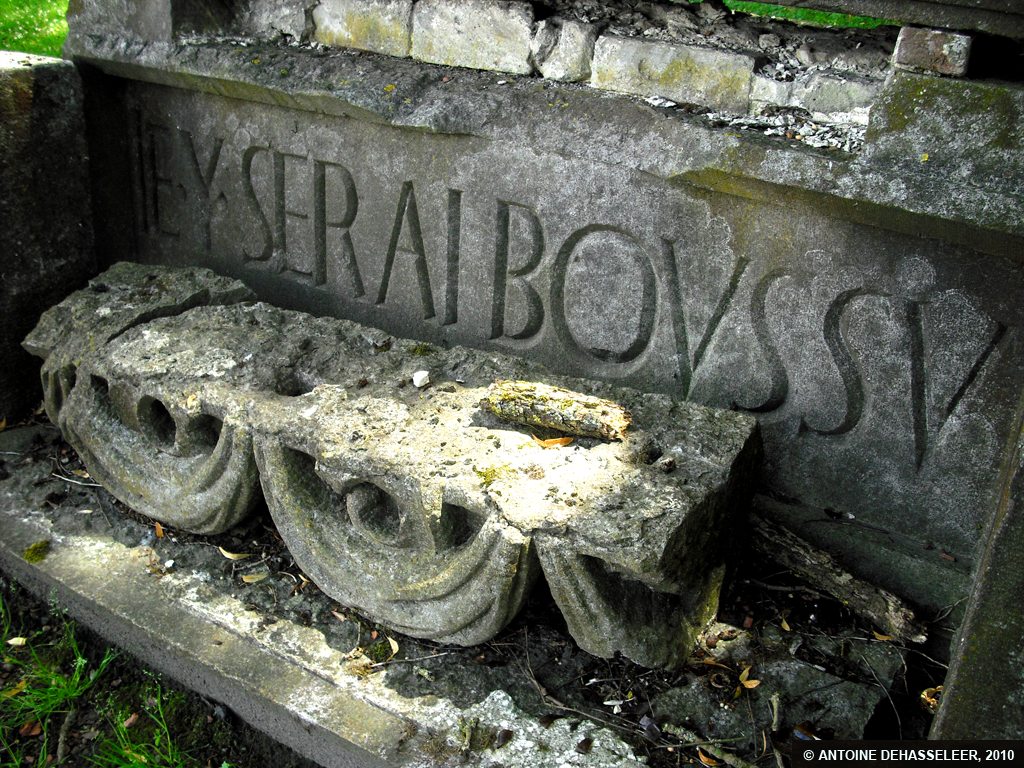
Pierre gravée provenant du site et portant la devise des Hennin-Liétard : "Gy Seray Boussu"
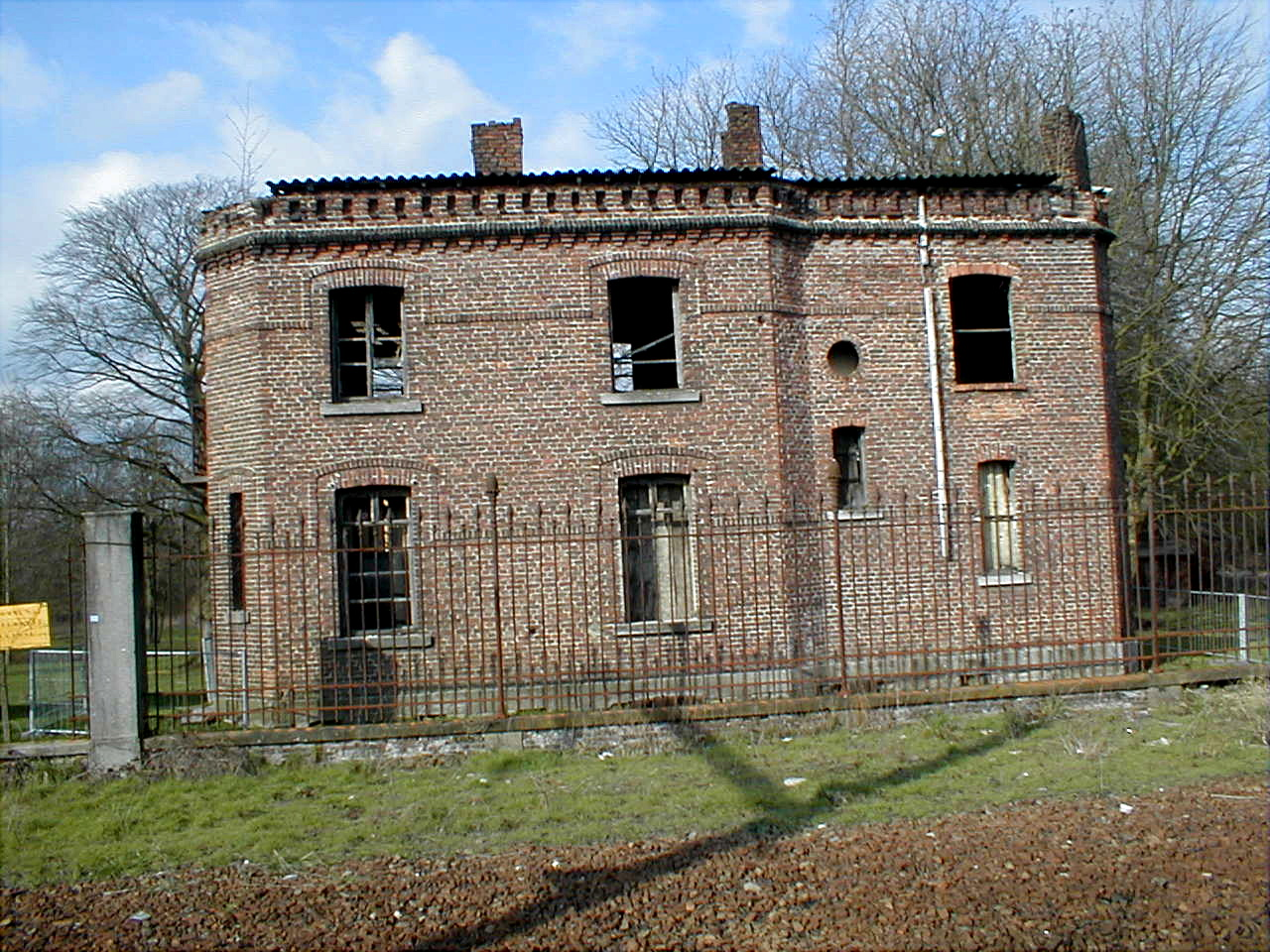
Vestige d'une dépendance du château le long de la gare de Boussu

### Époque gallo-romaine
Le site sur lequel a été érigé le château de Boussu a été occupé dès l'époque gallo-romaine.

### Moyen Âge
Dès le Xe siècle, une importante forteresse médiévale y est bâtie.
Possession de la famille de Fontaine, le château devient la propriété des Hénin-Liétard à la suite d'un mariage. Le premier fait connu de son histoire militaire se situe au XVe siècle. En 1402, le seigneur de Chaudmont, ennemi juré du seigneur de Boussu, assiège son château. Après quelques jours de résistance, celui-ci est pris par les assaillants, livré au pillage et ravagé, partiellement, par un incendie.

### Renaissance
Sa destruction en 1478, lors des guerres entre la France et les États bourguignons, permit, dès 1540, à l'architecte montois Jacques Du Brœucq, à la demande de Jean de Hénin-Liétard, premier comte de Boussu (de), Grand Ecuyer de l'Empereur Charles Quint, de construire le « palais de Boussu, la plus belle demeure qu'on puisse voir en tous les Pays-Bas, une demeure digne d'un roi, ... », selon Guichardin.
En 1545, aux alentours du 2 février, l’empereur Charles-Quint séjourne dans le comté de Hainaut. Il en profite pour rendre visite à son ami Jean de Hennin-Liétard et admirer sa somptueuse demeure encore en construction. Il lui offre un Hercule d’argent de douze pieds de haut dont lui a fait présent François Ier. Charles-Quint, pour cette occasion, est accompagné de grands seigneurs de sa cour. Le banquet offert en son honneur fut, paraît-il, des plus fastueux. L’empereur se plaît à Boussu et décide, dès lors, d’y passer la nuit. Il ne se rend que le lendemain à l’abbaye de Saint-Ghislain, déléguant au festin du soir quelques courtisans dont le prince de Condé. De nombreux architectes viennent à Boussu afin de s’inspirer des lieux pour d'autres châteaux, notamment le Palais de Binche.
En 1554, Charles-Quint passe à nouveau au château de Boussu car la guerre vient de reprendre avec la France et il part visiter toutes les places fortes situées à proximité des frontières. L’accueil est, une nouvelle fois, fastueux et donne naissance à la légende suivant laquelle le seigneur de Boussu aurait mis le feu à son château, sous les yeux de Charles-Quint, précisant qu’après la visite d’un hôte aussi illustre, personne n’était plus digne d’y pénétrer. Charles Quint visita ce palais en 1545 et 1554, Philippe II en 1549 et 1558, Louis XIV y fêtera son anniversaire en 1655 et Guillaume III en 1676.

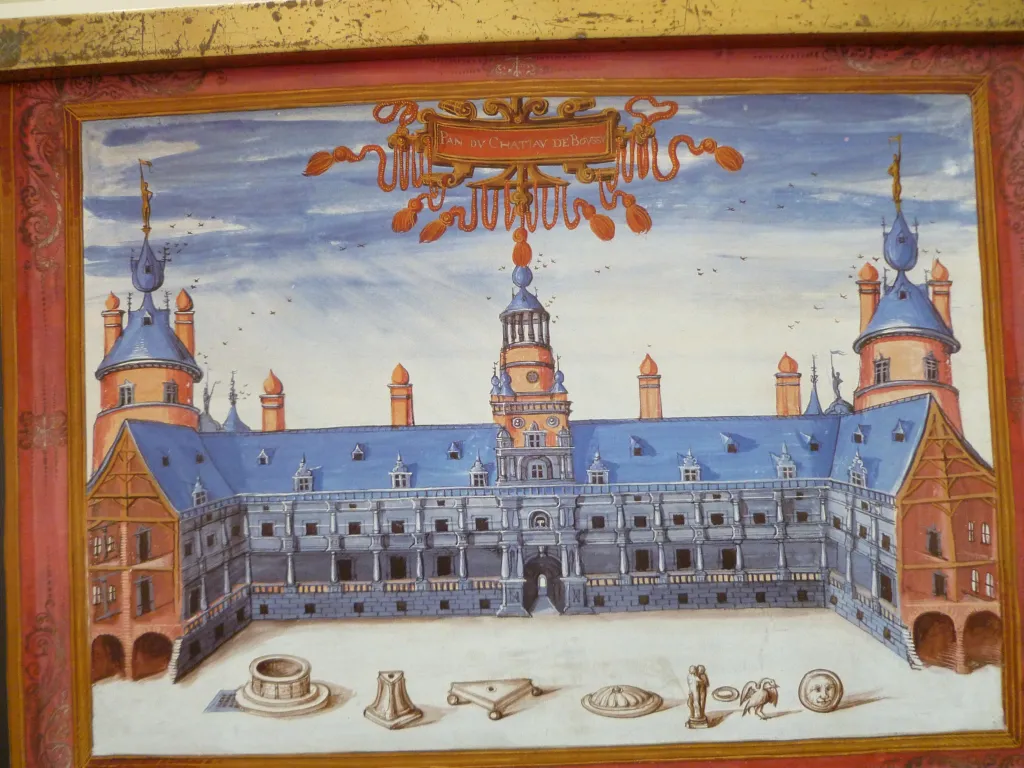
Le château vers 1598.

Il est progressivement détruit par les nombreuses guerres qui émaillent les XVIe et XVIIe siècles
Il est démoli en 1810, complètement en ruine, à l'exception du châtelet d'entrée restauré par le comte de Caraman.
Lors de la restauration du châtelet, le général comte Maurice de Caraman fait placer, sur la façade, une pierre portant l’inscription : « Brûlé en 1554 » afin de perpétuer la tradition locale. Il y décède le 3 septembre 1835.

### Seconde Guerre mondiale
Durant la Seconde Guerre mondiale, il est occupé par la Luftwaffe qui y installe un important dépôt de munitions, dynamité le 2 septembre 1944.

### Années 1980
Devenu propriété communale en 1989, il est donné en gestion à l'A.S.B.L. « Gy Seray Boussu » qui y entreprend un long travail de mise en valeur.

Plusieurs vestiges archéologiques découverts sur le site du château de Boussu.

### LeXXIesiècle
En septembre 2010, et après quinze ans d'attente, l’historien Marcel Capouillez lance la première phase de la campagne de restauration prévue pour une durée d’un an.
La perspective de Mons 2015 (capitale européenne de la Culture en 2015) a donné un coup d’accélérateur au projet de remise en état du châtelet de Boussu.
Depuis 2010, le centre d’interprétation du domaine des Seigneurs de Boussu utilise les parties restaurées du châtelet d’entrée datant du XVIe siècle.
Ces parties comprennent le porche de l’édifice, la tour Est ainsi que les caves.
Le château est devenu un musée retraçant sa propre vie. L’A.S.B.L « Gy Seray Boussu » envisage la création d’une bibliothèque au sein du monument. Les visiteurs peuvent y découvrir l’histoire des familles qui ont occupé le château : les Hennin-Liétard et les Caraman et l’évolution de l’édifice allant de l’imposante forteresse médiévale au palais Renaissance bâti dès 1539 par le Montois Jacques Du Broeucq et enfin transformé en « Villa Caraman » au XIXe siècle aménagée sur les structures du châtelet du XVIe siècle. Le château était considéré à l'époque comme « la plus belle demeure que l'on puisse voir en tous les Pays-Bas, une demeure digne d'un roi, ... » selon Pierre Du Mont L'Ancien vers 1600.
Sont également exposées une multitude de vestiges (monnaies, clefs, poteries, boulets de canons, balles de mousquets, jouets...) qui sont le fruit des nombreuses campagnes de fouilles archéologiques menées sur le site du château de Boussu depuis 1991. Ces vestiges ont permis de multiples découvertes servant aujourd’hui de références scientifiques (typologie, datation, …).
Un musée lapidaire dans les caves du château abrite de nombreuses pierres sculptées mises au jour lors des fouilles ainsi que lors du déblaiement des ruines menées sur le site du château depuis 1991.
En 2021, l'Institut royal du patrimoine artistique travaille à la restauration de la sculpture  de la fontaine qui occupait le centre de la cour.

### La chapelle funéraire des Seigneurs de Boussu
Situé à 300 mètres du château de Boussu, la chapelle jouxte le chœur de l’église Saint-Géry de Boussu. Cette chapelle de style gothique hennuyer possède en son centre une crypte voutée sur deux niveaux. Dans cette crypte, reposent les différents seigneurs de Boussu des familles de Hennin-Liétard et de Caraman.
Cet édifice classé figure sur la liste du Patrimoine Exceptionnel de la Région Wallonne.
Depuis quelques années, cette chapelle sert en partie de musée d’art sacré.

## Le parc du château

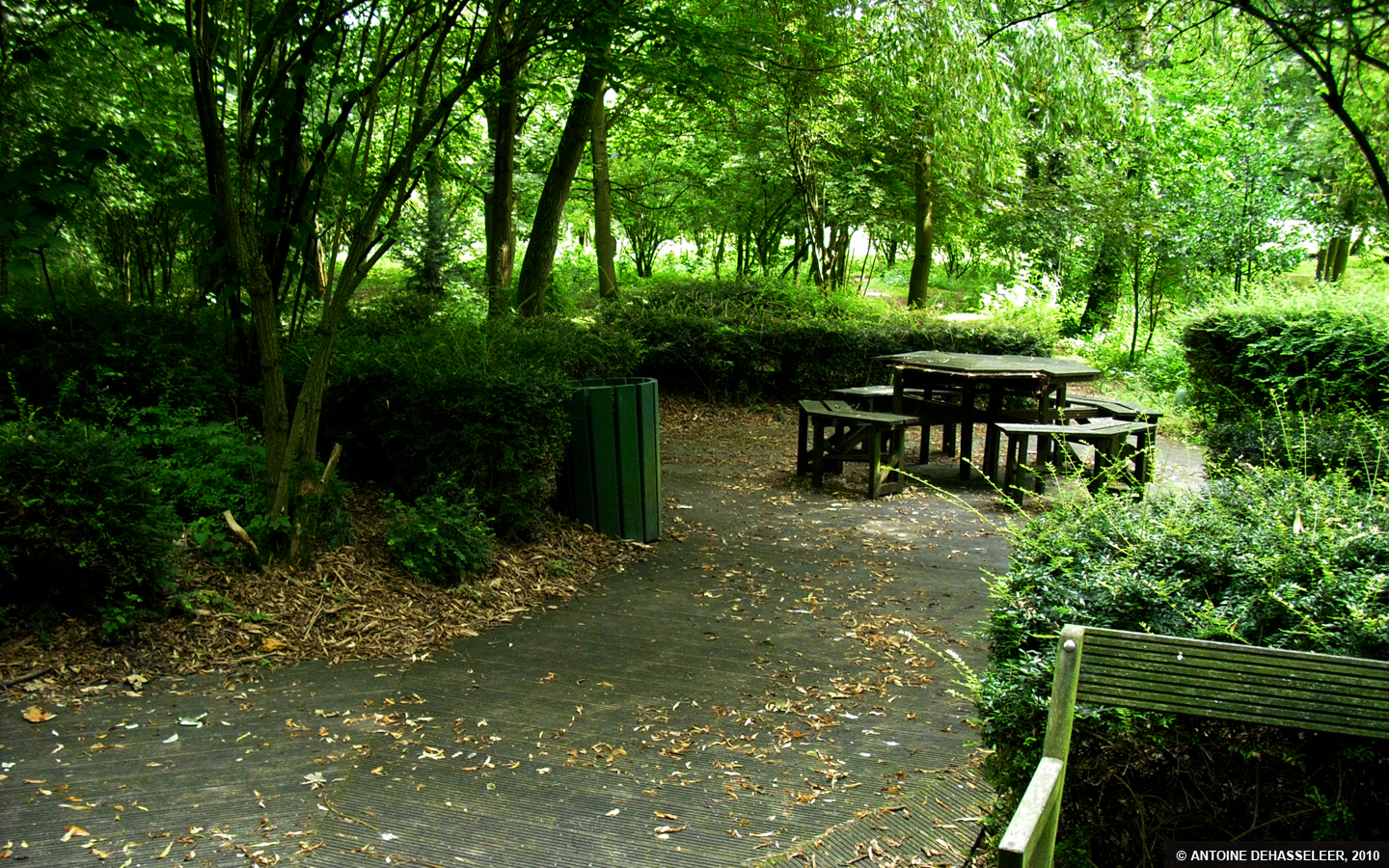
Parc du château
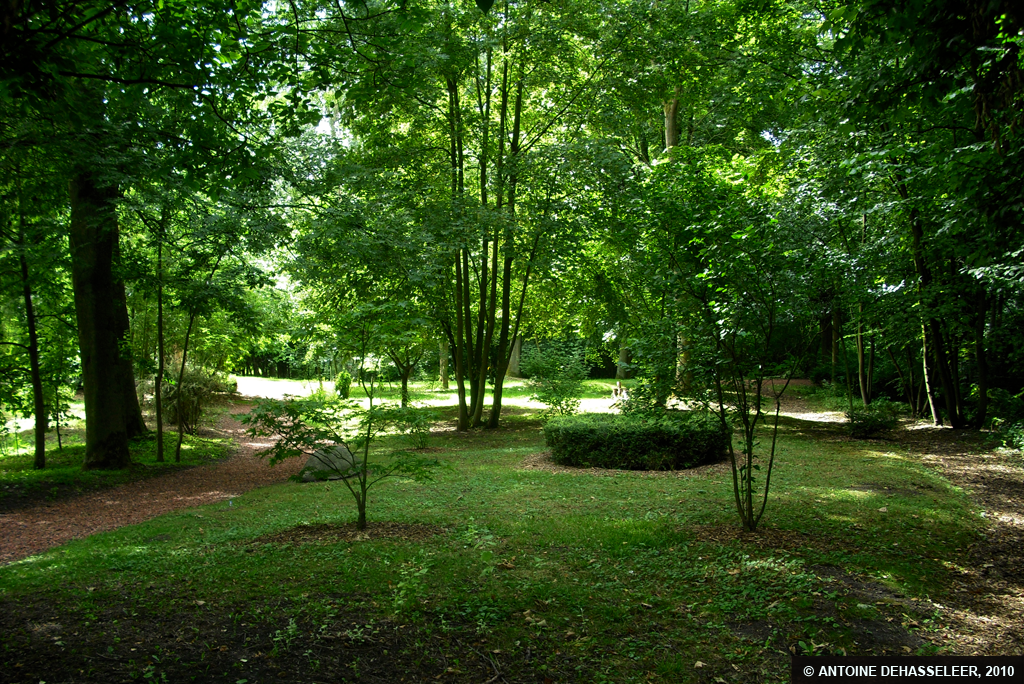
Parc du château
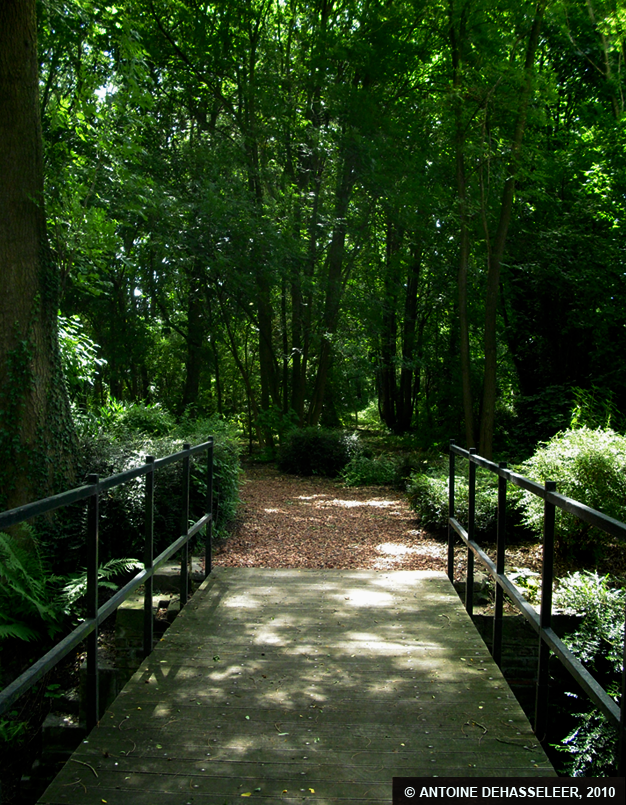
Parc du château
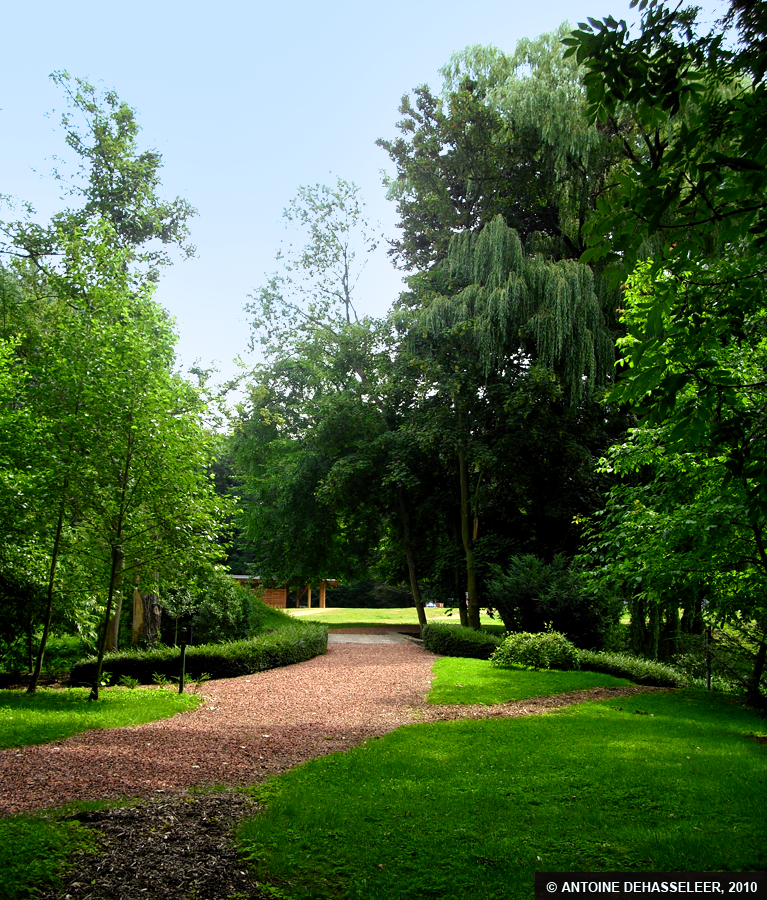
Parc du château

Le parc du château de Boussu de douze hectares reprend le plan du parc romantique à l'anglaise réalisé sous Maurice de Caraman (1769 - 1835), dernier comte de Boussu.
Ce parc restauré grâce à des fonds de la commune de Boussu et du Fonds du Gaz Naturel de la Fondation Roi Baudouin est accessible, gratuitement, sept jours sur sept, du 1er mars au 31 octobre.
On peut y découvrir des arbres majestueux plus que centenaires (hêtre pourpre, marronnier, chêne, tilleul, platane à feuilles d'érable, ...), une intéressante zone humide, un pavillon d'observation avec terrasse et un parcours nature permettant la découverte de la faune et de la flore de la vallée de la Haine.
En 1842 une partie du domaine, dont la conciergerie, a été exproprié pour la construction du chemin de fer Mons - Saint-Ghislain - Quiévrain. Le châtelain exigea qu'une nouvelle conciergerie soit construite aux frais de l'Etat.
Jusque 1991 le domaine disposait à cet endroit d'un passage à niveau privé, sécurisé par un double portail. La conciergerie et le portail existent toujours et sont bien visibles du côté de la voie.

## Sources
- Capouillez M., 1979. « Le château de Boussu à travers les siècles », Hornu
- Capouillez M., 1985. Historique et description des châteaux de Boussu, Binche et Mariemont in : « Jacques Du Broeucq, sculpteur et architecte de la Renaissance », Europalia 85 España, Mons, p. 177-190
- Capouillez M., 1989. Un ensemble seigneurial : Boussu in « Des pierres pour le dire. Autour du Grand-Hornu », Bruxelles
- Capouillez M., 1991. « Histoire et généalogie des Seigneurs de Boussu de la famille de Hennin-Liétard (1202-1835) », Boussu
- Capouillez M., 1995. « Le château de Boussu, Alleur-Liège » (Carnets du Patrimoine, 7), 32 p
- De Jonge K. (dir.) & Capouillez M. (coord.), 1998. « Le château de Boussu » (Études et Documents, Monuments et Sites, 8), 207 p
- Capouillez (M.),"Le château de Boussu", ESPACE NORD, 2007.